# Koltur
Koltur (dán.: Kolter) je druhý nejmenší Faerský ostrov po Lítla Dímun. Má rozlohu 2,5 km² a dnes nemá žádného obyvatele.
Leží mezi ostrovy Vágar na severozápadě, Streymoy na východě a Hestur na jihovýchodě. Na ostrově jsou dva vrcholy, z toho nejvyšší  Uppi á Oyggj měřící 477 m. Na jihovýchodě ostrova leží osada Koltur, ve které však dnes žijí pouze 2 lidé.

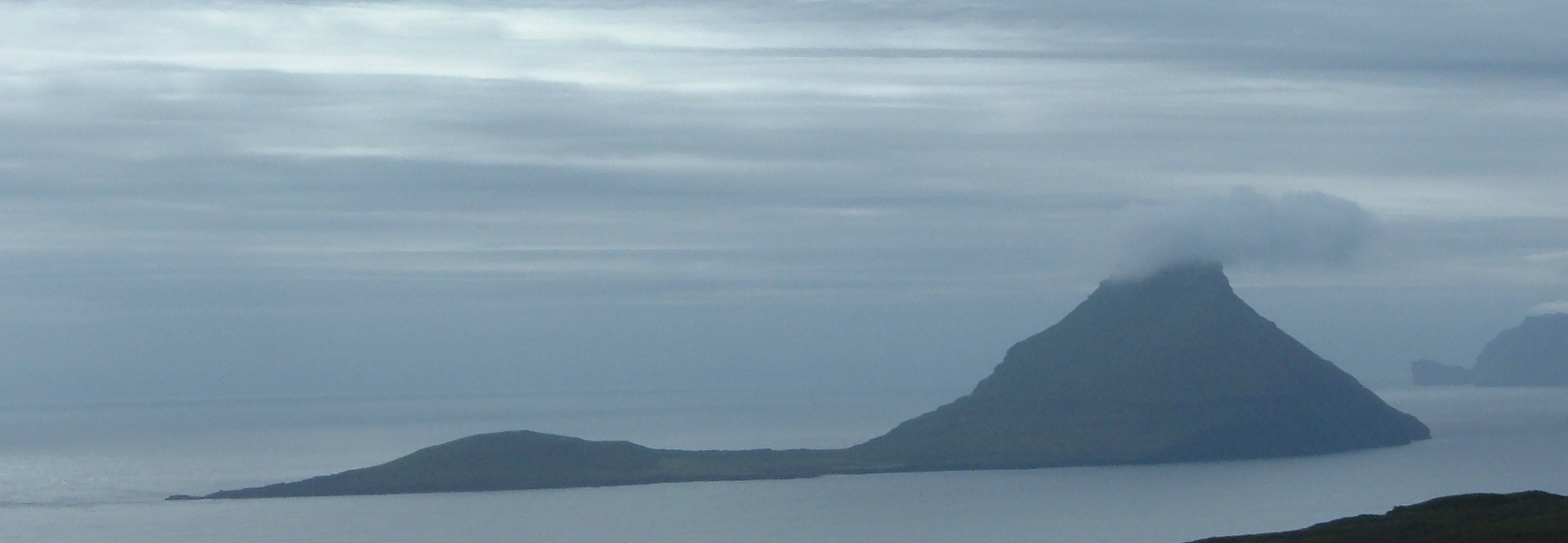
Koltur